# Roebling (New Jersey)
 (août 2025).
Pour les articles homonymes, voir Roebling.
Roebling est une census-designated place située dans le comté de Burlington, dans l’État du New Jersey, aux États-Unis. Lors du recensement de 2020, elle compte 3 585 habitants.